# Petrell alagran
El petrell alagran (Pterodroma macroptera) és ocell marí de la família dels procel·làrids (Procellariidae), d'hàbits pelàgics que habita als Oceans del Sud, entre 50° S i 30° S, criant a les illes meridionals de l'Atlàntic i l'Índic i costa sud d'Austràlia Occidental.

El petrell caragrís de l'illa del Nord de Nova Zelanda, ha estat considerat una subespècie del petrell alagran, però recentment han estat considerades espècie diferents, arran els treballs de Gill et al. (2010).